# Communauté de communes de Marckolsheim et environs

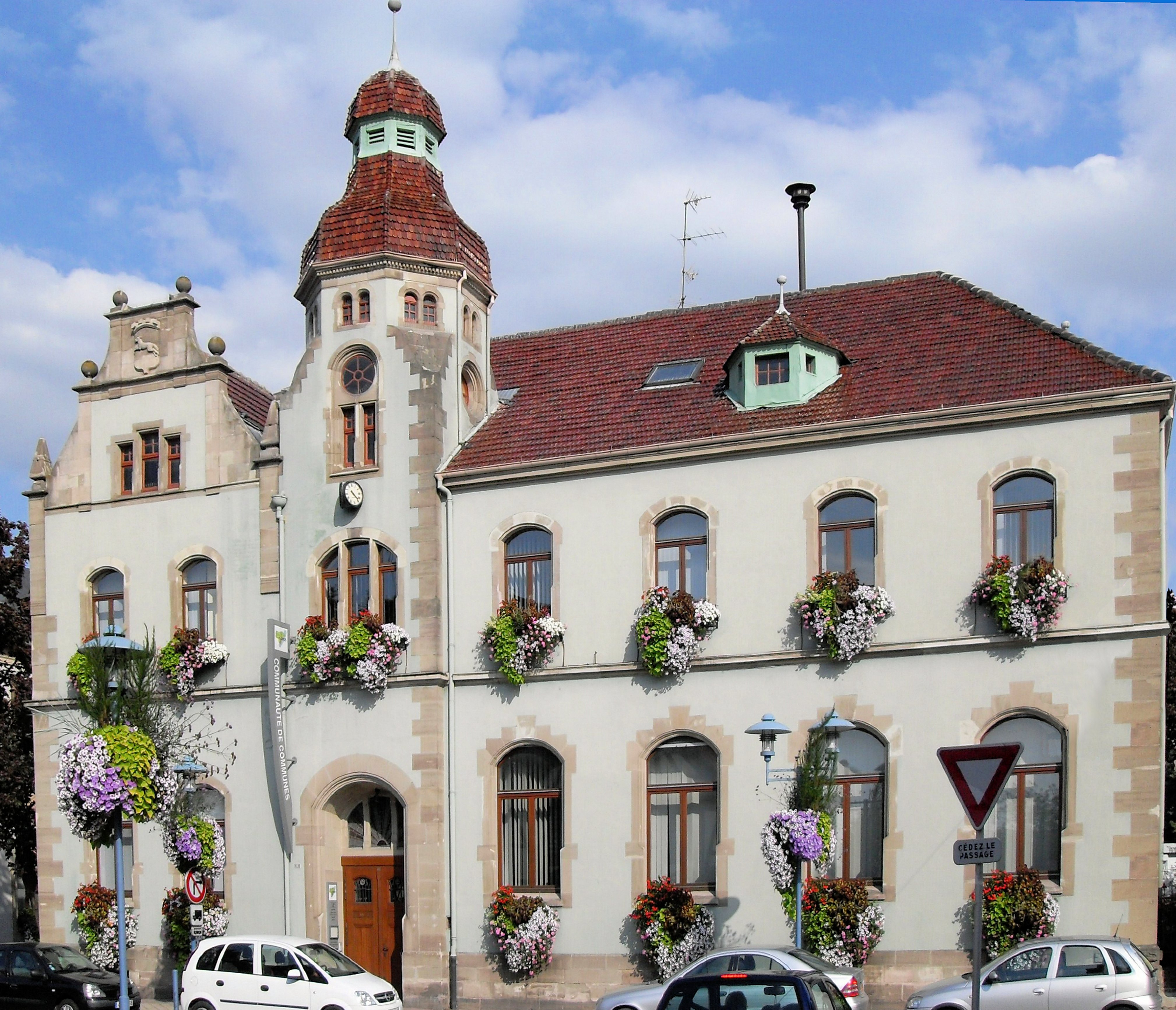
Ehemaliger Amtssitz der CCME in Marckolsheim

Die Communauté de communes de Marckolsheim et environs (CCME) war ein Gemeindeverband in der französischen Region Elsass. Er bestand vom 20. Dezember 1993 bis zum 31. Dezember 2011. Am 1. Januar 2012 fusionierte der Gemeindeverband mit dem Gemeindeverband Grand Ried zum neuen Verband Ried de Marckolsheim.

## Mitglieder
- Artolsheim
- Bootzheim
- Elsenheim
- Heidolsheim
- Hessenheim
- Mackenheim
- Marckolsheim
- Ohnenheim

Marckolsheim stellt 12 Delegierte. Die andern Gemeinden sind mit je 2 Delegierten vertreten.